# داء كرون

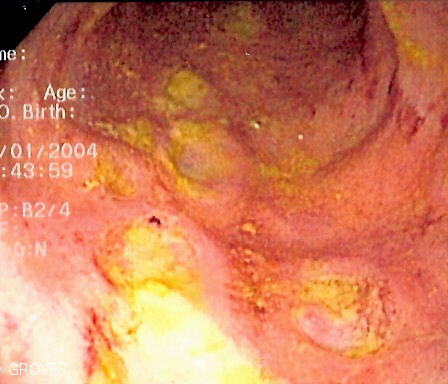
صورة منظار، تظهر التهاب كرون المزمن

داء كرون (بالإنجليزية: Crohn's disease)‏، يعرف أيضاً ب «متلازمة كرون» و «التهاب الأمعاء الناحي»، هو أحد أمراض الأمعاء الالتهابية، يمكن أن يؤثر على أي جزء من الجهاز الهضمي (من الفم إلى الشرج). من أعراض وعلامات المرض: آلام البطن، إسهال (مصحوب بالدم إذا كان الالتهاب شديداً)، ارتفاع في درجة حرارة الجسم، فقدان الوزن. ممكن حدوث مضاعفات أخرى خارج الجهاز الهضمي مثل: فقر الدم، طفوح جلدية، التهاب المفاصل، التهاب العين والإجهاد. الطفوح الجلدية قد تكون بسبب العدوى أو تقيح الجلد الغنغريني أو حمامى عقدية. انسداد الأمعاء أيضاً غالباً ما يحدث، الأشخاص المصابون بهذا المرض معرضون لخطر الإصابة بسرطان الأمعاء أكثر من غيرهم.
داء كرون يحدث بسبب مجموعة من العوامل البيئية، المناعية والجرثومية في أفراد لديهم القابلية الوراثية. ينتج عنه اعتلال التهابي مزمن. حيث يقوم جهاز المناعة بمهاجمة الجهاز الهضمي بغية القضاء على المستضدات الجرثومية. على الرغم من أن داء كرون له علاقة بجهاز المناعة إلا أنه لا يعتبر داء مناعة ذاتية (حيث أن جهاز المناعة لا يهاجم نفسه). المشكلة المناعية الناتجة عن داء كرون غير واضحة، ولكن من الممكن أن يسبب حالة من عوز المناعة. حوالي نصف مخاطر الإصابة بهذا المرض لها علاقة بأسباب وراثية حيث تم اكتشاف أكثر من 70 جين له علاقة. نسبة إصابة المدخنين بمرض كرون تقدر بضعف نسبة إصابة غير المدخنين. غالباً ما يبدأ الداء بعد الإصابة بالتهاب المعدة والأمعاء. تشخيص المرض يكون بناءً على عدد من النتاجات منها الخزعة وهيئة جدار الأمعاء، التصوير التشخيصي الطبي ووصف المرض. ومن الأمراض المشابهة له متلازمة القولون المتهيج ومرض بهجت.
لا يوجد أدوية أو إجراءات جراحية يمكن أن تعالج داء كرون. العلاج يساعد في الأعراض، إخماد المرض ومنع حدوث الانتكاس. في المرضى المشخصين حديثًا، يستعمل كورتيكوستيرويد (corticosteroid) لفترة قصيرة لتحسين حالة المريض بسرعة مع استعمال أدوية أخرى مثل ميثُوتْريكْسات (methotrexate) أو ثيوبيورين (thiopurine) لكي يمنعوا رجوع المرض مرة أخرى. أهم جزء من العلاج هو وقف التدخين في المرضى المدخنين. واحد من كل خمس أشخاص مصابين بالمرض يدخلوا إلى المستشفى كل عام، ونصف من يعانون من المرض تتطلب حالتهم عملية جراحية في مرحلة معينة في فترة عشرة سنين. مع أن الجراحة يجب أن تستخدم قليلا وفقط عند الحاجة، مهم أن نأخذ بعين الاعتبار وجود بعض الخراج، انسداد الأمعاء والسرطانات. يتم الفحص عن سرطان الأمعاء من خلال تنظير القولون وينصح به كل بضع سنين، بدءا من ثمان سنين من بعد بدء المرض.
داء كرون يؤثر تقريبا 2,3 شخص من كل 1000 شخص في أوروبا وأمريكا الشمالية. وأقل شيوعا في أوروبا وآسيا. تاريخيا كان أكثر شيوعا في الدول المتقدمة. معدلات حدوثه بدأت ترتفع بالأخص في الدول النامية منذ بدايات السبعينيات. داء الأمعاء الالتهابي تسبب بوفاة 35000 شخص في سنة 2010  والمصابين ب كرون خفضت متوسط معدلات حياتهم قليلًا. يرجح أن يبدأ المرض في العقد الثاني والثالث من العمر، ولكن من الممكن أن يحدث في أي عمر. الإناث والذكور يصابوا بنفس النسبة. سمي المرض نسبة إلى أخصائي الجهاز الهضمي بيوريل بيرنارد كرون الذي قام في عام 1932 بمساعدة اثنين من زملائه في مستشفى ماونت سيناي في نيويورك بتشخيص مجموعة من المرضى لديهم التهاب في نهاية المعى اللفائفي في الأمعاء الدقيقة، وهي المنطقة الأكثر تعرضا للمرض.

## الأعراض والعلامات

### الجهاز الهضمي

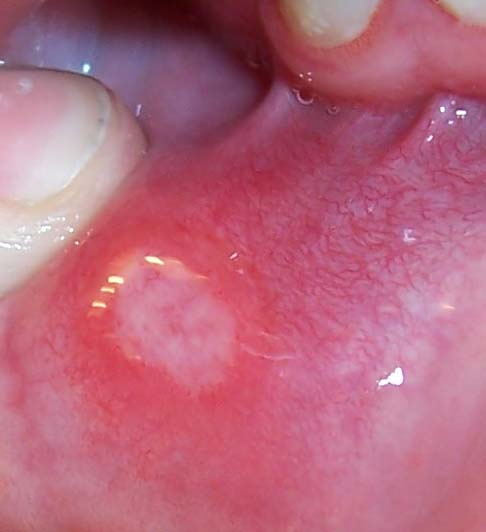
المصابون بمرض كرون يعانون من القرحة القلاعية في الفم.

معظم الأشخاص المصابين بمرض كرون تظهر لديهم الأعراض قبل التشخيص بعدة سنوات. بدء المرض عادة يكون بين عمر 15 سنة و30 سنة، ولكن يمكن أن يحدث في أي عمر. بسبب الطبيعة اللطخية لهذا المرض المعوي وبسبب عمق تضرر الأنسجة في الجزء المصاب، الأعراض المبدئية تكون أكثر حدة من التهاب القولون التقرحي. الأشخاص المصابين بكرون يتعرضوا لنوبات متكررة مزمنة حيث يحتدم فيها المرض وأخرى يخمد فيها.
ألم البطن قد يكون من الأعراض الابتدائية لمرض كرون. في معظم الوقت تكون مصاحبة للإسهال، خصوصا إن كان قد سبق وخضع لعملية. الإسهال قد يكون مصاحبا للدم أو لا. طبيعة الإسهال في مرض كرون تعتمد على الجزء المصاب من الأمعاء الدقيقة أو القولون. التهاب المعى اللفائفية ينتج عنه براز كبير الحجم تغلب عليه الطبيعة المائية. التهاب القولون ينتج عنه براز اصغر حجما وبشكل متكرر أكثر. لزوجة البراز تتراوح ما بين صلب ومائي. في الحالات الحادة، قد تكون حركة أمعاء المريض أكثر من 20 حركة يوميا وقد يضطر إلى الاستيقاظ ليلا للتغوط. رؤية الدم بوضوح في براز المريض المصاب بداء كرون أقل شيوعا من المصاب بالتهاب القولون التقرحي، ولكن ممكن رؤيته إذا كان الجزء المصاب في مريض كرون هو القولون. حركات الأمعاء (التغوط) الدموية قد تأتي وتذهب، وقد يكون لونها أحمر فاتحا أو غامقا. في حالة التهاب القولون الحاد، النزيف قد يكون غزيرا. خروج الغازات وانتفاخ البطن من الأعراض المصاحبة للمرض أيضا.
الأعراض التي يتسبب فيها تضيق الأمعاء تكون شائعة في مرض كرون. ألم البطن غالبا يكون حاد أكثر في الأجزاء التي يكون فيها تضيق. التقيؤ والغثيان المتواصلان قد تدل على التضيق الناتج عن انسداد الأمعاء الدقيقة أو مرض في المعدة، بوابة المعدة، أو الإثني عشر. مع أن الإصابة بالتهاب الأقنية الصفراوية المصلب، وهو التهاب القنوات الصفراوية، يكون مصاحبا أكثر لالتهاب الأمعاء التقرحي ولكن مريض كرون يمكن أن يصاب به أيضا.
الإزعاج المحيط بمنطقة الشرج يكون موجودا في مرض كرون. الحكة أو الألم حول الشرج قد يكون دليل على الالتهاب، التنوسر أو الخراج حول منطقة الشرج أو شق شرجي. الزوائد الجلدية حول منطقة الشرج أيضا شائعة في مرض كرون. التبرز اللاإرادي ممكن أن يصاحب أعراض كرون التي تكون حول الشرج. على الجهة المعاكسة من الجهاز الهضمي، قد يصاب الفم بقرح جلدية لا تشفى (قرحة قلاعية). نادرا ما يصاب المريء والمعدة بمرض كرون. هذا قد يؤدي إلى أعراض منها عسر البلع، ألم في الجزء العلوي من البطن والتقيؤ.
|                    | مرض كرون                 | التهاب لأمعاء التقرحي |
| ------------------ | ------------------------ | --------------------- |
| التغوط             | إسهال دهني أشبه بالعصيدة | مخاطي مصحوبا مع الدم  |
| الزحير             | أقل شيوعا                | أكثر شيوعا            |
| ارتفاع حرارة الجسم | اقل شيوعا                | أكثر شيوعا            |
| الناسور            | غالبا                    | نادرا                 |
| فقدان الوزن        | غالبا                    | نادرا                 |

### الجسم كله
مرض كرون، كأي مرض مزمن والتهابي آخر، يمكن أن يسبب أعراض شاملة في الجسم كله. في الأطفال، فشل النمو شائع. الكثير من الأطفال يشخصوا بمرض كرون بناء على عدم قابلية أجسامهم على النمو. من المتعارف أن تظهر أعراض المرض عند مرحلة البلوغ ولكن 30% من الأطفال المصابين بكون لديهم بطء في النمو. ارتفاع درجة الحرارة ممكن أن يظهر، مع أن درجة الحرارة أعلى من 5,38س (3,101ف) غير شائعة إلا إن كان هناك مضاعفات مثل الخراج. في الأفراد الأكبر عمرا، تظهر أعراض كرون كفقدان الوزن، وتكون لها علاقة بقلة استهلاك الطعام من قبل المريض، وذلك لأن مرضى كرون الذين يعانون من أعراض في الأمعاء يشعرون بحال أفضل في حالة عدم تناولهم للطعام وقد يفقدون شهيتهم. الأشخاص المصابون بمرض ممتد في الأمعاء الدقيقة سيعانون من سوء امتصاص النشويات أو الدهون، مما يفاقم حالة فقدان الوزن.

### خارج الجهاز الهضمي

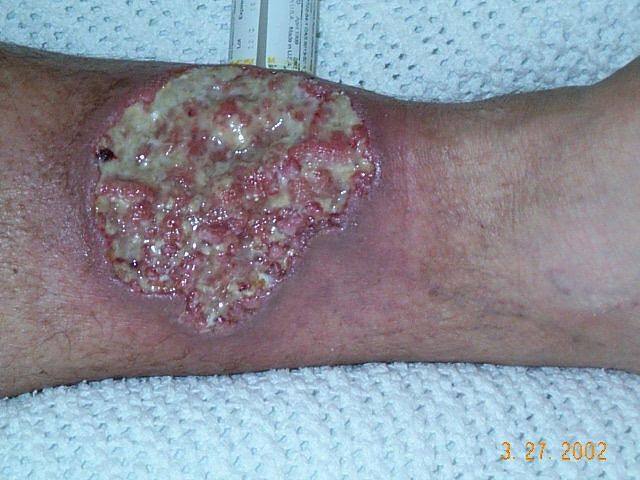
تقيح الجلد الغنغريني على ساق مريض مصاب بكرون.

بالإضافة إلى أعراض الجهاز الهضمي والأعراض الشاملة، مرض كرون يمكن أن يؤثر على أي جزء آخر. التهاب الجزء الداخلي من العين، المتعارف عليه بالتهاب العنبية، يسبب تغيم الرؤية والم في العين، خاصة عند تعريضها للضوء (خوف الضوء). الالتهاب ممكن أن يكون في الجزء الأبيض من العين (الصلبة), حالة تعرف بالتهاب ظاهر الصلبة. التهاب العنبية والتهاب ظاهر الصلبة يمكن أن يؤدوا إلى خسارة الرؤيا إن لم يتم علاجهم.
مرض كرون الذي يؤثر على المعي اللفائفي قد يسبب زيادة خطورة الإصابة بحصى المرارة. وهذا بسبب انخفاض ارتشاف أحماض المرارة في المعي اللفائفية والعصارة الصفراوية يتم إخراجها مع البراز. كنتيجة لذلك، تزيد نسبة الكولسترول إلى العصارة الصفراوية في المرارة، مما يؤدي إلى زيادة نسبة خطر الإصابة بحصى المرارة.
مرض كرون يصاحب مرض روماتيزمي يعرف باعتلال الفقار السلبي المصل. هذه المجموعة من الأمراض معروفة بالتهاب واحد أو أكثر من المفاصل (التهاب المفاصل) أو العضلات (التهاب الارتكاز). التهاب المفاصل في مرض كرون يقسم إلى نوعين. النوع الأول يؤثر على المفاصل الكبيرة الحاملة للوزن مثل الركبة (الأكثر شيوعا), الحوض، الأكتاف، الرسغ، أو المرفق. النوع الثاني يؤثر بشكل متماثل على خمس أو أكثر بشكل متماثل على خمس أو أكثر من المفاصل الصغيرة في اليدين أو الأقدام. التهاب المفاصل قد يتضمن العامود الفقري، ويؤدي إلى التهاب الفقار المقسط إذا كان العمود الفقري بأكمله مصابا أو ببساطة يؤدي إلى التهاب المفصل العجزي الحرقفي إذا كان المفصل العجزي الحرقفي هو المصاب فقط. من أعراض التهاب المفاصل أن يكون المفصل مؤلم دافئ متورم ومتيبس، وفقدان وظيفة أو حركة المفصل.
مرض كرون قد يتضمن الجلد، الدم وجهاز الغدد الصم. أكثر الأعراض الجلدية ظهورا هي الحمامى العقدية، والتي تظهر كعقيدات حمراء اللون مرتفعة عن سطع الجلد غالبا على السيقان. الحمامى العقدية هي بسبب التهاب النسيج التحت جلدي، وتتميز بالتهاب السبلة الشحمية الحاجزية. الضرر الجلدي الآخر، التقيح الجلدي الغنغريني، وهي عقيدة مؤلمة متقرحة. مرض كرون يزيد من خطر تجلط الدم؛ تورم مؤلم في الجزء السفلي من الساق قد يكون علامة على خثار وريدي عميق، بينما صعوبة التنفس هي نتيجة انصمام رئوي. فقر الدم الانحلالي الناجم عن المناعة الذاتية، هو حالة يقوم فيها جهاز المناعة بمهاجمة خلايا الدم الحمراء، وهو شائع أيضا في مرض كرون وممكن أن يسبب الإجهاد، مظهر شاحب وأعراض أخرى معروفة عند الإصابة بفقر الدم. التعجر، تشوه يصيب أطراف الأصابع، قد تكون بسبب مرض كرون. وأخيرا، مرض كرون يزيد خطر الإصابة بهشاشة العظام، أو ترقيق العظام. الأشخاص المصابون بهشاشة العظام تزيد خطورة إصابتهم بكسور العظم.
الأشخاص المصابون بمرض كرون غالبا لديهم فقر دم بسبب نقص فيتامين ب12, الفولات، الحديد، أو بسبب فقر الدم المصاحب لمرض مزمن. فقر الدم الأكثر شيوعا هو فقر الدم الناتج بسبب نقص الحديد، [36] وذلك يحصل بسبب ما يأتي: النزيف المزمن، قلة الاستهلاك الغذائي والالتهاب المتواصل مما يؤدي إلى زيادة مستوى الهيبسيدين، فبالتالي الحد من امتصاص الحديد من الإثني عشر. مرض كرون غالبا ما يؤثر الجزء الأخير من المعي اللفائفي حيث يكون امتصاص مركب فيتامين ب12و العامل الداخلي، لذلك نقص فيتامين ب12 قد يظهر. هذا يكون سائدا أكثر بعد عمليات استئصال المعي اللفائفي. ظهور المرض في الإثني عشر والمعي الصائم قد تعطل عملية امتصاص مواد غذائية أخرى مثل الفولات. إذا أثر مرض كرون على المعدة، سيقل إنتاج العامل الداخلي.
مرض كرون قد يسبب مضاعفات عصبية (ظهرت في أكثر من 15% من المصابين). الأكثر شيوعا هي النوبات، السكتة الدماغية، اعتلال عضلي، اعتلال الأعصاب، الصداع والاكتئاب.
الأشخاص المصابين بكرون غالبا لديهم مشاكل مع متلازمة الإفراط في نمو بكتيريا الأمعاء الدقيقة، والتي تحمل نفس الأعراض.
في تجويف الفم، الأشخاص المصابين بكرون ممكن أن يظهر لديهم التهاب الشفة الورمي الحبيبي وأشكال أخرى من الالتهاب الوجهي والفموي الورمي الحبيبي، التهاب الفم القيحي التنبتي، التهاب الفم القلاعي الراجع، اللسان الجغرافي، والتهاب الفم المتنقل بنسبة أكبر من باقي الناس.

## السبب
إلى الآن السبب الرئيسي للمرض غير معروف، ولكن يبدو أنه مجموعة من العوامل البيئية وقابلية وراثية للمرض. كرون هو أول مرض وراثي معقد حيث العلاقة بين عامل الخطر الوراثي وجهاز المناعة مفهومة ومعروفة تفاصيلها. الطفرة الجينية في كل شخص تزيد من نسبة الخطورة الكلية للإصابة بمرض كرون (تقريبا 1:200). المعلومات الوراثية، وتقييم جهاز المناعة، يدل على قصور في جهاز المناعة الطبيعي (الفطري). من هذا المنظور، الالتهاب المزمن في كرون يحدث عندما يحاول جهاز المناعة المكتسب أن يعوض عن جهاز المناعة الطبيعي المعطل.
https://en.wikipedia.org/wiki/Crohn%27s_disease#/media/File:NOD2_structure_model_domain_diagram.png
نموذج بروتين NOD2 مع مخطط تمثيلي. نطاقين CARD (أحمر) الموجودات على الطرف الأميني متصلات من خلال رابط حلزوني (أزرق) مع نطاق NBD المركزي (أخضر). على الطرف الكربوكسيلي يقع نطاق LRR(سماوي). إضافة، بعض الطفرات المصاحبة لأنواع محددة من كرون موضحة في الجزء الأحمر من النموذج.
|         | مرض كرون                      | التهاب القولون التقرحي       |
| ------- | ----------------------------- | ---------------------------- |
| التدخين | تزيد نسبة الإصابة في المدخنين | تقل نسبة الإصابة في المدخنين |
| العمر   | بين 15 و 30                   | بين 15 و 25                  |

### جينياً
مرض كرون له علاقة من الوراثة. وبسبب ذلك، أشقاء الأشخاص المصابين بكرون تزيد نسبة احتمالية إصابتهم 30 مرة أكثر من الأشخاص العاديين.
أول طفرة جينية اكتشفت لها علاقة بكرون كانت طفرة انزياح الإطار في جين NOD2 المعروف أيضا بجين (CARD15), تبعها اكتشاف الطفرة النقطية. أكثر من 30 جين لهم علاقة بمرض كرون؛ الوظيفة البيولوجية معروفة لمعظمهم. على سبيل المثال، الطفرة في جين XBP1, الذي له علاقة بسبيل استجابة البروتين غير المطوي في الشبكة الهيولية الباطنة. من الجينات الأخرى الموثقة والتي لها علاقة بمرض كرون ATG16L, [54]IL23R, [55]IRGM,] وSLC11A1. هناك تداخل بين القابلية الوراثية لأمراض الأمعاء الالتهابية وعدوى المتفطرات.

### جهاز المناعة
كان هناك رأي متداول بأن مرض كرون هو اختلال مناعة ذاتية في الخلايا التائية T الأولية، ولكن هناك نظرية جديدة تقول بأن مرض كرون ناتج عن قصور في المناعة الطبيعية أو الفطرية. النظرية اللاحقة تصف نقص في إفراز هرمون سيتوكين من البلعم، والذي يساهم في قصور المناعة الطبيعية ويؤدي إلى استجابة دائمة من القولون على شكل التهاب بسبب الميكروبات، حيث يكون وجود البكتيريا عالي. نظرية أخرى تقول أن الالتهاب في القولون هو بسبب الاستجابة المفرطة النشاط للسيتوكين Th1 و Th17.
في عام 2007, تبين أن لجين ATG16L1 علاقة بمرض كرون، والذي يحث على التهام الذات ويعيق قابلية الجسم على مهاجمة البكتيريا العدائية. دراسية أخرى فسرت أن جهاز المناعة في الجسم في الأصل تطور مع وجود طفيليات داخل الجسم، وعدم وجودها الآن بسبب معايير النظافة الحالية قد أضعف جهاز المناعة. تم تقديم طفيليات غير مؤذية إلى أفراد الاختبار، والاستجابة ظهرت إيجابية.

### الميكروبات
الاعتقاد الحالي هو أن الميكروبات تستفيد من طبقة الغشاء المخاطي الضعيفة في جسم المستقبل وعدم قدرته على التخلص من البكتيريا من جدار الأمعاء، وما سبق هما من أعراض كرون. ذريات مختلفة وجدت في الأنسجة ونتائج مختلفة للعلاج بالمضادات الحيوية والمقاومة تدل على أن مرض كرون ليس فقط مرض واحد بل كخيمة من الأمراض متعلقة بممرضات مختلفة.
العديد من الدراسات اقترحت أن هناك دور للمتفطرة نظيرة السلية الطيرية Mycobacterium avium) subspecies paratuberculosis), والتي تسبب مرضا مشابها، مرض جوني أو نظير السل، في الماشية.
NOD2, جين له علاقة بالقابلية الوراثية لمرض كرون، مرتبط بانعدام قدرة البلعم على التخلص من المتفطرة نظيرة السلية الطيرية ((MAP, تقليل المناعة الطبيعية والمكتسبة في جسم المستقبل وقصور الاستجابة المناعية اللازمة للتحكم بعدوى المتفطرات داخل الخلية. البلعم المصاب ب (MAP) حيوية يكون مرتبطا بإنتاج الكثير من عوامل نخر الورم ألفا (TNF-α).
دراسات أخرى ربطت المرض بذريات معينة من البكتيريا الإِشْريكِيَّة القابلة للالتصاق بالأمعاء. البكتيريا الإِشْريكِيَّة العدائية القابلة للالتصاق Adherent-invasive Escherichia coli (AIEC) شائعة جدا في الأشخاص المصابين بمرض كرون لديها القدرة على صنع أغشية حيوية على عكس الذريات الغير قابلة للالتصاق، مما يدل على القابلية الكبيرة للالتصاق والهجوم على العدلة والقابلية على توقيف أكل الذات عند خطوة تحليل الجسم ذاتيا، والذي يسمح في البقاء للبكتيريا داخل الخلية وبدء الالتهاب. الالتهاب يسمح تطور هذه البكتيريا وزيادة نسبة البكتيريا المضرة في المعى اللفائفي، بغض النظر عن النمط الجيني لها. ذريات ((AIEC تتكاثر بكثرة إلى البلعم مما يؤدي إلى إفراز كميات هائلة من عوامل نخر الورم الفا (TNF-α).
دراسات على الفئران اقترحت أن بعض الأعراض لمرض كرون، التهاب القولون التقرحي ومتلازمة القولون المتهيج لديهم نفس السبب الأصلي. عينات الخزعة المأخوذة من قولون مرضى مصابين بالأمراض الثلاثة السابقة وجدت أن الجميع أنتجوا مستويات عالية من بروتيناز السيرين. في تجارب قامت بتعريض الفئران لبروتيناز السيرين وجد أنهم تعرضوا لألم شديد مشابه لذاك في متلازمة القولون المتهيج والتهاب القولون، الذي يظهر في الأمراض الثلاثة السابقة. الاختلافات الزمانية والمكانية في هذه الأمراض تتبع النمط المتبع عند الإصابة بالأوالي المتبرعمة الكيسية (Blastocystis).
نظرية «سلسلة التبريد» هي أن البكتيريا المحبة للبرودة مثل اليرسينيا والليستيرية تساهم في الإصابة بالمرض. في إحصائية قامت في الولايات المتحدة وأجزاء من أوروبا وجدت أن هناك علاقة بين استخدام التبريد وارتفاع نسبة الإصابة بالمرض.
يوجد هناك ترابط واضح بين مرض كرون، المتفطرات، بكتيريا ممرضة أخرى، وعلامات وراثية. في الكثير من الأفراد، العوامل الوراثية تزيد من قابلية الشخص للإصابة بعدوى المتفطرة نظيرة السلية الطيرية. هذه المتفطرة تتنج مانينز، الذي يحميها والبكتيريا الأخرى من البلعمة، والذي يسبب عدوات أخرى.
إلى الآن، العلاقة بين أنواع محددة من البكتيريا ومرض كرون غير واضحة.

### العوامل البيئية
زيادة نسبة الإصابة بمرض كرون في العالم الصناعي تشير إلى تدخل عامل بيئي. مرض كرون مرتبط بزيادة تناول البروتينات الحيوانية، البروتينات الحليبية وزيادة نسبة أوميجا-6 إلى أوميجا-3 الأحماض الدهنية المتعددة اللامتشبعة. الأشخاص الذين يتناولون بروتينات الخضار يقل عندهم مؤشر وقوع المرض. تناول بروتينات السمك ليس له علاقة. التدخين يزيد من خطر رجوع المرض. بدء استخدام وسائل منع الحمل الهرمونية في الولايات المتحدة الأمريكية في الستينيات ارتبط بشكل كبير في زيادة نسبة وقوع المرض، وهناك نظرية أن هذه الأدوية تعمل على الجهاز الهضمي بشكل مشابه لعمل التدخين. آيزوتريتينوين (Isotretinoin) له علاقة بمرض كرون بالرغم من أنه من البعض زعم أن التوتر يفاقم من مرض كرون، إلا أنه لا يوجد دليل صلب يدعم هذا الادعاء. الجسيمات الميكروبية الغذائية، مثل الموجودة في معجون الأسنان، تمت دراستهم على أنهم لديهم تأثير على المناعة، ولكنهم لم يتم استهلاكهم في كميات كبيرة في المرضى المصابون بكرون.

## الفيسيولوجية المرضية
أثناء تنظير القولون، يتم أخذ خزعة من القولون لتأكيد التشخيص. هناك العديد من الخصائص المرضية التي تشير إلى الإصابة بكرون؛ أن يتضمن الالتهاب كامل جدار الأمعاء (العمق كله). التقرح هو علامة على أن المرض فعال. هناك دائما انتقال مفاجئ من القرحة إلى أنسجة غير مصابة – علامة خاصة تسمى الآفات الانتقالية. تحت المجهر، الخزعة من القولون المصاب تظهر التهاب الطبقة المخاطية، الذي يتميز باختراق العدلة، نوع من خلايا الالتهاب، البؤري إلى الظهارة. هذا غالبا يحدث في المنطقة التي تغطي التراكمات الليمفاوية. العدلة، إلى جانب الخلايا أحادية النواة، قد تخترق الخبايا، وتؤدي إلى التهابها أو الخراج (خراج الخبايا). الأورام الحبيبية، تجمعات من مشتقات البلعم تعرف بالخلايا العملاقة، وجدت في 50% من الحالات وتعتبر خاصة جدا بمرض كرون. الأورام الحبيبية الخاصة بمرض كرون لا تظهر «تجبن», وهو ظهور الورم الحبيبي كالجبنة تحت المجهر في حالات العدوى، مثل السل. الخزعة ممكن أن تظهر أيضا ضرر مزمن في الطبقة المخاطية، يستدل عليها بتكسر زعابات الأمعاء، تشعب لانمطي للخبايا، وتغيير في نوع النسيج (الحؤول). من الأمثلة على الحؤول، حؤؤل خلية بانيث، وهو عبارة عن وجود خلية بانيث (والتي عادة يكون في الأمعاء الدقيقة ومنظم أساسي لمحتوى الأمعاء من الميكروبات) في أجزاء أخرى من الجهاز الهضمي.
|                  | كرون         | التهاب القولون التقرحي |
| ---------------- | ------------ | ---------------------- |
| استجابة الستوكين | مرتبط ب Th17 | مرتبط ب Th2            |

## تشخيص المرض
تشخيص مرض كرون قد يكون صعبا، ويجب القيام بعدد من الفحوصات لمساعدة الطبيب على التشخيص. حتى بعد القيام بكافة الفحوصات، قد يكون من غير الممكن أن يشخص كرون بثقة تامة؛ تنظير القولون يكون فعالا تقريبا بنسبة 70% في تشخيص المرض، والفحوص الأخرى أقل فعالية. المرض الموجود في الأمعاء الدقيقة بشكل خاص صعب تشخيصه، لأن تنظير القولون المتعارف عليه يسمح بالوصول فقط إلى القولون والأجزاء المتدنية من الأمعاء الدقيقة؛ التنظير الداخلي عن طريق الكبسولة قد يساعد في التشخيص. الخلايا العملاقة متعددة النواة، الموجودة غالبا في آفات مرض كرون، هم أقل شائعية في آفات الحزاز الساطع (lichen nitidus).

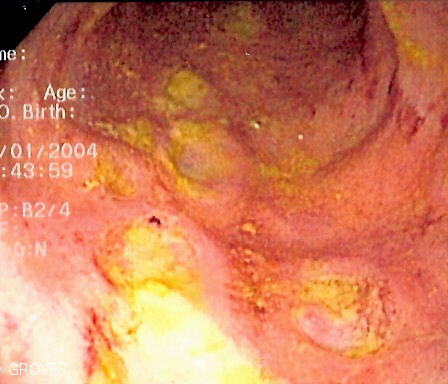
صورة تنظيرية لالتهاب كرون القولوني تظهر تقرح شديد.
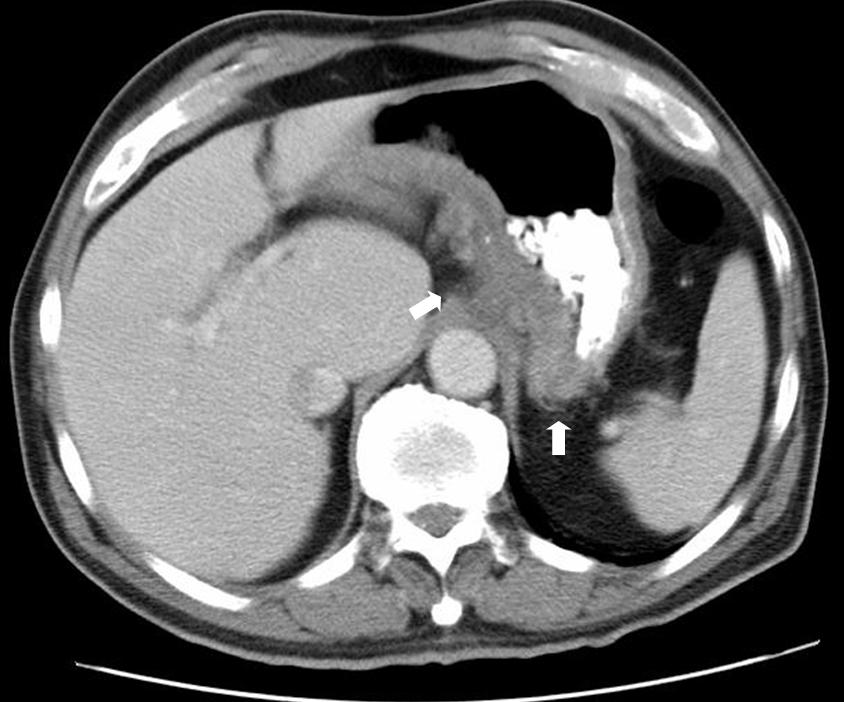
صورة طبقية تظهر مرض كرون في قاع المعدة
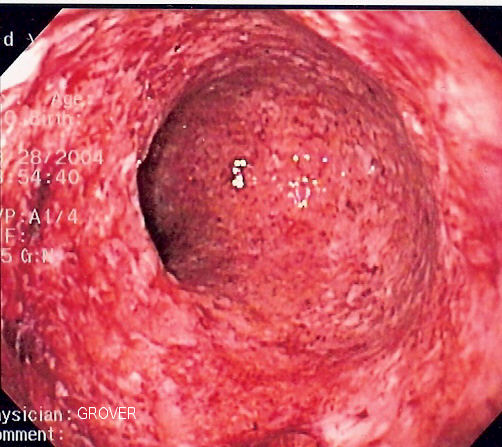
صورة تنظيرية لالتهاب كرون القولوني تظهر فقدان البنية المخاطية وهشاشتها ونضخة.
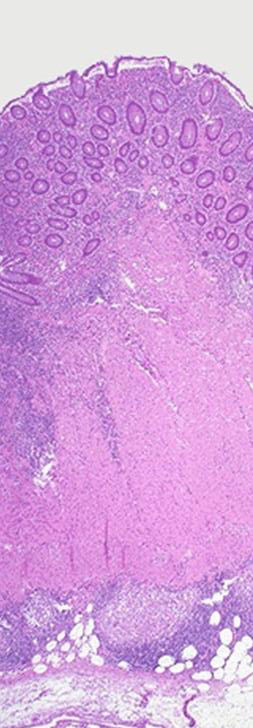
مقطع من استئصل للقولون يظهر التهاب كامل جدار القولون.
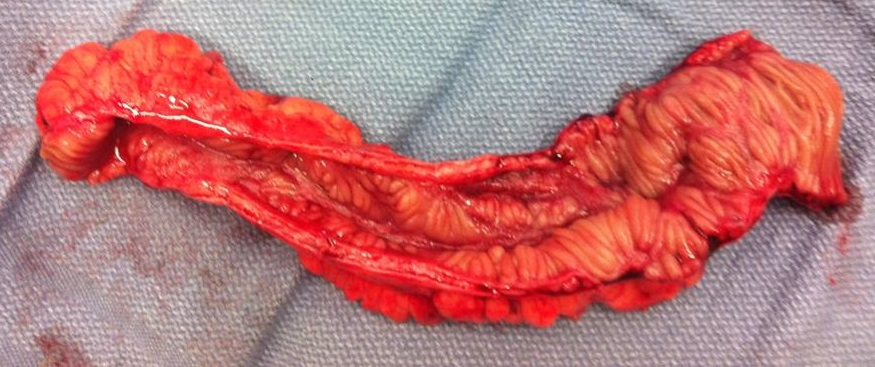
جزء مستأصل من المعي اللفائفية من مريض مصاب بكرون.

### التصنيف

توزيع مرض كرون الذي يصيب الجهاز الهضمي.

مرض كرون هو نوع من أمراض التهاب الأمعاء. في العادة يظهر في الجهاز الهضمي ويمكن تصنيفه على حسب المنطقة المصابة في الجهاز. المرض الذي يصيب المعي اللفائفية (آخر جزء من الأمعاء الدقيقة والذي يصلها مع الأمعاء الغليظة), والأمعاء الغليظة، التهاب كرون المعوي اللفائفي القولوني يكون في 50% من الحالات. التهاب كرون اللفائفي، الذي يصيب المعي اللفائفي فقط، يكون في 30% من الحالات، بينما التهاب كرون القولوني، الذي يصيب الأمعاء الغليظة، يكون في الحالات الباقية بنسبة 20% والتي من الصعب تمييزها عن تلك المصابة بالتهاب الأمعاء التقرحي.هناك نوع من التهاب كرون الذي يصيب المعدة والإثني عشر. التهاب الصائم واللفائفي، يسبب بقع منطقة من الالتهاب في الجزء العلوي من الأمعاء الدقيقة، يسمى الصائم. المرض ممكن أي يصيب أي جزء من الجهاز الهضمي من الفم إلى فتحة الشرج. لكن بشكل عام المرضى المصابين بكرون يصابوا بالمناطق الشائعة السابق ذكرها، مع وجود أعراض في المناطق الأخرى.
مرض كرون يمكن أن يصنف اعتمادا على تصرف المرض وهو يتطور. هذا التصنيف تشكل في تصنيف فيينا ((Vienna للمرض. هناك ثلاثة تصنيفات لمرض كرون: التضيقي، الاختراقي، والالتهابي. المرض التضيقي يسبب تضييق الأمعاء والذي يؤدي إلى انسداد الأمعاء أو تغيير قطر البراز. المرض الاختراقي يسبب مسالك غير طبيعية (ناسور) بين الأمعاء وأجزاء أخرى، مثل الجلد. المرض الالتهابي (أو المرض غير التضيقي، غير الاختراقي) يسبب التهاب بدون تضييق أو نواسير.

### التنظير الداخلي
تنظير القولون هو أفضل فحص لتشخيص مرض كرون، فهو يسمح بالرؤيا المباشرة للقولون والجزء الأخير من المعي اللفائفي، فبالتالي تحديد طبيعة المرض. في بعض الأحيان، منظار القولون يمكن أن يدخل إلى مكان أبعد من المعي اللفائفي، ولكن يختلف من شخص إلى آخر. أثناء العملية، أخصائي الجهاز الهضمي يقوم بأخد خزعة، أخد عينة صغيرة من النسيج للتحليل المخبري، والتي ممكن أن تساعد في التشخيص. بما أن 30% من مرض كرون يصيب المعي اللفائفي فقط، إقناء الجزء الأخير من المعي اللفائفي مهم للقيام بالتشخيص. العثور على توزيع شبيه بالرقع للمرض، متضمنا القولون أو المعي اللفائفي، لكن ليس المستقيم، قد يدل على مرض كرون، مثل السمات التنظيرية الأخرى. استعمال الكبسولة التنظيرية للتشخيص للآن غير مؤكد. مظهر «الحصوة» يرى تقريبا في 40% من الحالات المصابة بمرض كرون الذي يظهر في تنظير القولون، وهو عبارة عن مناطق من التقرح مفصولة بمناطق ضيقة من النسيج غير المصاب.

### الفحوص الإشعاعية
صور الأمعاء الدقيقة الإشعاعية قد تساعد في تشخيص مرض كرون وتكون مفيدة فقط إذا كان المرض في الأمعاء الدقيقة. تنظير القولون وتنظير المعدة يظهر رؤيا واضحة فقط للجزء الأخير من المعي اللفائفية وبداية الإثني عشر لكنها لا تعطي معلومات عن باقي الأمعاء الدقيقة. لذلك يتم استخدام صور باريوم الإشعاعية، حيث يتم حقن المريض ب سلفات الباريوم وأخد الصور الإشعاعية طوال الوقت، المفيدة للبحث عن الالتهاب وتضيق الأمعاء الدقيقة. حقن الباريوم الشرجية، حيث يتم إدخال الباريوم في المستقيم واستعمال جهاز الأشعة لأخذ صور للأمعاء، يستخدم نادرا في فحص مرض كرون بسبب وجود تنظير القولون الذي يغني عن ذلك. ولكنهم يفيدوا للتعرف على التشوهات التشريحية عندما يحدث تضيق للقولون بحيث لا يمكن لجهاز التنظير أن يدخل، أو في اكتشاف الناسور القولوني (في هذه الحالة تكون المادة المستخدمة هي المواد المعالجة باليود).
الصورة الطبقية والتصوير بالرنين المغناطيسي مهمات لتحديد إصابة الأمعاء الدقيقة من خلال استخدام برتوكولات الحقن المعوي. ويتم استخدامهم أيضا لفحص المضاعفات الباطنية الناتجة عن مرض كرون، مثل الخراج، انسداد الأمعاء الدقيقة، أو الناسور. التصوير بالرنين المغناطيسي خيار آخر لتصوير الأمعاء الدقيقة بالإضافة إلى فحص المضاعفات، مع أنه غالي الكلفة ومتواجد بصورة أقل.

### فحوصات الدم
العد الدموي الشامل قد يظهر وجود فقر دم، والذي شائعا ما يحدث بسبب فقدان الدم مؤديا إلى عوز الحديد (فقر الدم الصغير الكريات) أو بسبب عوز فيتامين ب12(فقر الدم الكبير الكريات), والذي يحدث بسبب مرض في المعي اللفائفي يؤدي إلى إعاقة امتصاص فيتامين ب12. نادرا ما يحدث انحلال الدم بالمناعة الذاتية. مستوى الفيريتين يساعد على معرفة إذا كان نقص الحديد يؤدي إلى فقر الدم. سرعة تثفل الكريات الحمر والبروتين المتفاعل-C تساعد على تقدير درجة الالتهاب، مهمة جدا حيث أن الفيريتين يرتفع مستواه مع الالتهاب. نسبة الحديد في مصل الدم، قدرة الحديد الارتباطية الشاملة واشباع الترانسفيرين يسهل تفسيرها في الالتهاب. فقر الدم المصاحب لمرض مزمن ينتج عنه فقر الدم السوي الكريات. من مسببات فقر الدم الأخرى الأدوية المستعملة لعلاج مرض الأمعاء الالتهابي، مثل الأزيثيوبرين، والذي يؤدي إلى قلة الكريات، وسلفاسالازين، الذي يؤدي إلى فقر الفولات. يتم فحص الأجسام المضادة للسكريات الجعوية (خميرة فطر السكر، ASCA) والأجسام المضادة الهيولية المضادة للخلايا الحبيبية العدلة (ANCA) لمعرفة أمراض الأمعاء الالتهابية، وللتفريق بين مرض كرون ومرض التهاب الأمعاء التقرحي. أيضا، زيادة كمية ومستوى الأجسام المضادة المصلية مثل ASCA, مضادات الألمينيربيوسايد Glc(β1,3)Glb(β);] [ALCA, مضادات الكيوتوبيوسايد[GlcNAc(β1,4)GlcNAc(β); ACCA], مضادات المانوبيوسايد [Man(α1,3)Man(α)AMCA], مضادات اللامينارين[(Glc(β1,3))3n(Glc(β1,6))n; anti-L] ومضادات الكيتين [GlcNAc(β1,4)n; anti-C] مصاحبة لسير المرض والجراحة، وممكن أن تساعد في توقعات سير مرض كرون.

### المقارنة مع مرض التهاب الأمعاء التقرحي
أكثر الأمراض شيوعا وتقليدا لأعراض مرض كرون هو مرض التهاب الأمعاء التقرحي، كلاهما أمراض أمعاء التهابية تؤثر على القولون بأعراض مشابهة. من المهم التفريق بين هذين المرضين لأن طريقة سير المرض والعلاج مختلفان. في بعض الحالات، يكون من غير الممكن أن نعرف الفرق، وفي هذه الحالة يُوصف المرض على أنه التهاب قولوني غير محدد.
|                                      | كرون                                                              | التهاب الأمعاء التقرحي                                 |
| ------------------------------------ | ----------------------------------------------------------------- | ------------------------------------------------------ |
| إصابة الجزء الأخير من المعي اللفائفي | شائع                                                              | نادرا                                                  |
| إصابة القولون                        | أحيانا                                                            | دائما                                                  |
| إصابة المستقيم                       | نادرا                                                             | أحيانا                                                 |
| إصابة منطقة حول الشرج                | شائع                                                              | نادرا                                                  |
| إصابة القناة الصفراوية               | لا يوجد زيادة في نسبة حدوث التهاب الأقنية الصفراوية المصلب الأولي | نسبة حدوث أعلى                                         |
| توزع المرض                           | مناطق التهابية تظهر كالرقع (آفات انتقالية)                        | مناطق التهابية مستمرة                                  |
| التنظير الداخلي                      | قرحة عميقة وساعية (مثل الأفعى)                                    | تقرح مستمر                                             |
| عمق الالتهاب                         | كامل الجدار، عميق يصل للأنسجة                                     | سطحي، يصل للطبقة المخاطية                              |
| تضيق                                 | شائع                                                              | نادر                                                   |
| ظهور روم حبيبي في الخزعة             | ممكن رؤية ورم حبيبي غير ناخر ولا يصيب خباياالأمعاء                | الورح الحبيبي الذي لا يصيب خبايا الأمعاء لا يمكن رؤيته |

## التدبير العلاجي
لا يوجد علاج لمرض كرون والارتياح منه قد لا يكون طويل الأمد. في مرحلة خمود المرض يتم منع الانتكاسات والتحكم بالأعراض من خلال الأدوية، نمط المعيشة وبعض التغييرات في النظام الغذائي، وتغييرات في العادات الغذائية (مثل أكل كميات قليلة لمرات عديدة), تخفيف الضغط النفسي، والتمارين الرياضية بشكل معتدل. التدخل الجراحي منع استخدامه ولم يبدي أي ارتياح عند المرضى. عند التحكم به بشكل ملائم، فإن مرض كرون لن يعارض الحياة اليومية. علاج مرض كرون يتم فقط عندما تكون الأعراض نشطة ويتم علاج الأعراض الحادة غير المزمنة أولا ثم المحافظة على مرحلة فتور المرض.

### نمط المعيشة
بعض أنماط المعيشة قد تخفف من الأعراض، من ضمنها التعديلات الغذائية، نظام غذائي متوازن العناصر، الترطيب المناسب، والتوقف عن التدخين. الأنظمة الغذائية المكونة من نسب عالية من الألياف والفاكهة تكون مرتبطة بخطر منخفض، بينما الأنظمة الغذائية الغنية بالدهون، الأحماض الدهنية غير المشبعة، اللحوم، الأحماض الدهنية اوميغا-6, قد تزيد خطر الإصابة بمرض كرون. التدخين قد يزيد نسبة الإصابة بمرض كرون، وهنا يوصى بالإقلاع عنه. أكل وجبات قليلة ومتعددة بدلا من الوجبات الكبيرة قد يساعد أيضا.التحكم بالأعراض يكون من خلال النمط الغذائي المتوازن والتحكم بالوجبات. من الممكن التخفيف من التعب من خلال التمرينات الرياضية المنتظمة، نظام غذائي صحي، وقدر مناسب من النوم. قد يساعد عمل مذكرة طعام لتحديد الأطعمة التي تنشط الأعراض. بعض الناس يتوجب عليهم اتباع نظام غذائي منخفض الألياف بشكل خاص إذا كانت الألياف من الاطعمة التي تسبب الأعراض. البعض يجد راحة من خلال إلغاء الكاسين (بروتين يتواجد في حليب الأبقار) والجلوتين (بروتين يتواجد في القمح، الجاودار، والشعير) من نظامهم الغذائي.من الممكن أنه ليست لديهم القدرة على تحملها وليس لأسباب تحسسية.

### العلاج
العلاج اللحظي يستخدم أدوية لعلاج أي عدوى (عادة مضادات حيوية) ولتقليل الالتهاب (عادة أمينوساليسيلات كمضاد للالتهاب وكورتيكوستيرويدات). عندما تكون الأعراض في حالة خمود نبدأ بإعطاء أدوية لتفادي عودة الأعراض. استخدام الكورتيكوستيرويدات لفترات طويلة له أعراض جانبية لهذا فهي لا تستخدم في العلاجات طويلة الأمد، من البدائل التي تستخدم الامينوساليسيلات وحده، مع الحاجة إلى استخدام المثبطات المناعية.
من المقترحات ان المضادات الحيوية تغير النبيت المعوي واستخدامها المتواصل يخفف خطر النمو الممرضات مثل كلوستريديوم ديفيسيلي (Clostridium difficile).
الأدوية المستخدمة لعلاج مرض كرون تتضمن تركيبات حمض الامينوساليسايليك -5 (5-ASA), بريدنيزون (prednisone), ومنظمات المناعة مثل ازاثيوبرين (azathioprine, يعطى كدواء غير فعال لميركابتوبيورين -6), ميثوريكسات (methotrexate), انفليكسيماب (infliximab), اداليميوباب (adalimumab), سيرتوليزوماب (certolizumab), وناتاليزوماب (natalizumab). هايدروكورتيزون يستخدم في الحالات الخطيرة لمرض كرون.
فقد الدم التدريجي من الجهاز الهضمي، كما الالتهاب المزمن قد يؤدي إلى فقر في الدم، الارشادات المختصه تقترح مراقبه روتينية لهذا الأمر.
التحكم الكافي بالمرض عادة يحسن من فقر الدم المزمن، ولكن عوز الحديد قد يتطلب معوضات الحديد. الارشادات تختلف على كيفية اعطاء الحديد. البعض ينصح بالحديد الحقني كعلاج اولي لسرعة تاثيره، وقلة تاثيراته الجانبية على الجهاز الهضمي، ولا يتأثر بالالتهاب الذي يقلل الامتصاص.
هناك ارشادات تنصح بالحديد الفموي كعلاج أولي ويحفظ الحديد الحقني للمرضى الذين لم يستجيبوا للحديد الفموي . ولكن فقر الدم الشديد (هيموغلوبين اقل من 10غ/ دل) يجب أن يعالج بالحديد الحقني. نقل الدم يكون لمن لديهم مشاكل في القلب لقلة الامان في التعامل معهم والتكلفة العالية.

### التدخل الجراحي
مرض كرون غير قابل للعلاج جراحيا، ولكنه يستخدم في حالات الانغلاق الجزئي أو الكلي للامعاء. وقد يكون التدخل الجراحي مطلوبا في بعض المضاعفات مثل: الانسداد، الناسور، الخراجات، أو في حالة عدم استجابة المرض للادوية. بعد الجراحة الأولى، مرض كرون عادة يظهر في مكان القطع، وقد يظهر في اماكن أخرى كذلك. بعد القطع، تظهر ندبة نسيجية وقد تسبب تضيق في الامعاء فتصبح صغيرة جدا لمرور الفضلات بشكل سهل، فيكون من الضروري إجراء قطع آخر خلال خمس سنوات. للمرضى الذين يعانون من التضيق نتيجة القطع، هناك خيارين للعلاج وهما رأب التضيق وقطع ذلك الجزء من الامعاء. لايوجد إحصاءات للتفرقة بين رأب التضيق وحده مقابل القطع في حالة اكتناف الإثني عشر. في مثل هذه الحالات نسب إعادة التدخل الجراحي كانت 31% و27% بالترتيب، مما يشير إلى أن رأب التضيق هو خيار امن وفعال للأشخاص الذين يعانون من اكتناف الإثني عشر.
تجدد حدوث مرض كرون بعد الجراحة هو أمر شائع الحدوث. آفات مرض كرون تتواجد عادة في موقع القطع في الامعاء . الجمع (المفاغرة) بعد الجراحة قد تظهر، عادة خلال تنظير القولون، ويتم تدريج نشاط المرض . حرز راتغيرت هو حرز تنظيري لقياس تجدد حدوث المرض بعد التدخل الجراحي لمرض كرون. يقل عدد الافات عندما تكون درجة الحرز منخفضة. بناء على الدرجة يتم تصميم خطة علاجية لإعطاء المريض أفضل فرصه للتحكم بعودة المرض .
متلازمة الامعاء القصيرة (م ا ق، كذلك متلازمة المعي القصير) سببها الإزالة الجراحية لجزء من الامعاء الدقيقة. يظهر عادة في المرضى الذين أزالوا نصف أو أكثر من الامعاء الدقيقة لديهم. الإسهال هو العرض الرئيسي، ولكن هناك اعراض أخرى تشمل فقدان الوزن، تشنجات، انتفاخ، وحرقة معوية. متلازمة الأمعاء القصيرة تعالج من خلال التغيير في النظام الغذائي، الإطعام الوريدي، المكملات الغذائية بالفيتامينات والمعادن، والعلاج بالأدوية.
اسهال الحمض الصفراوي هو من المضاعفات الأخرى التي تتبع التدخل الجراحي في مرض كرون حيث يتم ازالة نهاية اللفائفي. مما يؤدي إلى تكون اسهال مائي كثيف. ويتوقع عادة بان السبب في تكونه هو عدم قدرة اللفائفي على إعادة امتصاص الحمض الصفراوي بعد عملية القطع لنهاية اللفائفي وهو النوع الأول المكتشف من سوء امتصاص الحمض الصفراوي.
في بعض حالات متلازمة الامعاء القصيرة، قد يتم محاولة زراعة للأمعاء الدقيقة جراحيا، مع ان عدد المراكز التي تقدم هذا العمل الجراحي قليلة وأخطارها الجانبية عديدة بسبب فرص الالتهاب ورفض الجسم للزراعة.

### الطب البديل
أكثر من نصف المرضى المصابين بمرض كرون قد جربوا الطب البديل. ويتضمن أنظمة غذائية، معينات حيوية، زيت السمك، ومكملات عشبية وغذائية. اقترح بعض العلماء المزيد من الأبحاث للتمييز بين العلاجات الفعالة والعلاجات الكاذبة الغير فعالة.
- الإبر الصينية تستخدم لعلاج الالتهابات المعوية في الصين، وأصبحت تستخدم بشكل متزايد في المجتمع الغربي.[134] لا يوجد ادلة كافية توصي باستخدام الإبر الصينية.[135] وقد تزيد من خطر الإصابة بالالتهابات.
- تم استخدام المعالجة المثلية في ألمانيا لعلاج مرض كرون ولكن لا يوجد تجارب طبية تبين فعالية المعالجة المثلية.[136]
- هناك أدلة قليلة بشان استخدام الحشيشة الطبية في علاج الالتهابات المعوية.[137]

## التشخيص
|                                        |                   | داء كرون  | إلتهاب القولون |
| -------------------------------------- | ----------------- | --------- | -------------- |
| العجز الغذائي                          | العجز الغذائي     | خطر مرتفع |                |
| خطر سرطان القولون                      | خطر سرطان القولون | بسيط      | متوسط          |
| نسبة المضاعفات خارج الجهاز الهضمي      |                   |           |                |
| التهاب القزحية/التهاب العنبية          | الإناث            | 2.2%      | 3.2%           |
| التهاب القزحية/التهاب العنبية          | الذكور            | 1.3%      | 0.9%           |
| التهاب الأقنية الصفراوية المصلب الأولي | الإناث            | 0.3%      | 1%             |
| التهاب الأقنية الصفراوية المصلب الأولي | الذكور            | 0.4%      | 3%             |
| التهاب الفقار المقسط                   | الإناث            | 0.7%      | 0.8%           |
| التهاب الفقار المقسط                   | الذكور            | 2.7%      | 1.5%           |
| تقيح الجلد الغنغريني                   | الإناث            | 1.2%      | 0.8%           |
| تقيح الجلد الغنغريني                   | الذكور            | 1.3%      | 0.7%           |
| الحمامى العقدية                        | الإناث            | 1.9%      | 2%             |
| الحمامى العقدية                        | الذكور            | 0.6%      | 0.7%           |

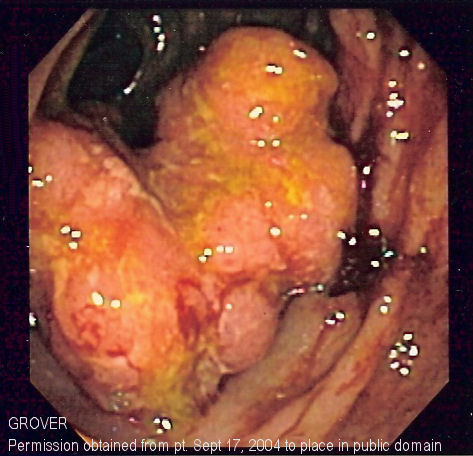
صورة تنظيرية لسرطان القولون في الجزء السيني تظهر في تنظير القولون لفحص مرض كرون.

داء كرون هو مرض مزمن لا يوجد له علاج. يتميز هذا المرض بفترات من التحسن تليها دورات مرضية عندما تشتعل الأعراض. مع العلاج يحقق معظم الناس وزن صحي ومعدل الوفيات بهذا المرض منخفض نسبيا. حيث تتراوح شدة هذا المرض من حميد إلى حاد جدا، وقد يعاني من هم مصابون به فترة مرضية واحدة أو عدة فترات متتالية من الأعراض المصاحبة له. ويعتبر مرض كرون من الأمراض المتجددة الحدوث حيث يمكن للمصاب به ان يبقى سليما لسنوات أو ربما عقود. ويعيش معظم المصابون به فترة حياة طبيعية. وعلى الرغم من ذلك فإن مرض كرون يصاحبه زيادة بسيطة في احتمالية الإصابة بسرطان الامعاء والقولون المستقيم.

### المضاعفات
تؤدي الإصابة بداء كرون إلى العديد من المضاعفات الميكانيكية داخل الامعاء مثل الانسدادات والنواسير والدمامل.
تحدث الانسدادات بشكل أساسي بسبب التقييدات أو الالتصاقات السلوية التي تعمل على تضييق التجويف الداخلي مما يؤدي إلى قطع الطريق على المحتويات المعوية.
و قد تنشأ وتتطور النواسير بين حلقات من الأمعاء اوبين الأمعاء والمثانة أو بين الأمعاء والمهبل اوبين الأمعاء والجلد.
وتكون الدمامل عبارة عن تجمعات من الالتهابات التي يمكن أن تحدث في منطقة البطن أو المنطقة المحيطة بالشرج.
ويعتبر داء كرون المسؤول عن ما يقارب 10% من النواسير المثانية المعوية ويعتبر السبب الرئيسي في تكون النواسير اللفائفية المثانية.
ويزيد داء كرون خطر الإصابة بالسرطان خاصة في اماكن الالتهابات، على سبيل المثال: الاشخاص المصابين بمرض كرون في الامعاء الدقيقة أكثر عرضة للإصابة بسرطان الامعاء الدقيقة و بالمثل فإن الاشخاص المصابين بمرض كرون في القولون عرضة بنسبة 5.6 للإصابة بسرطان القولون. لذلك فإنه يوصى بالقيام بعملية تنظير القولون للفحص عن وجود سرطان القولون لاي شخص قد اصيب بمرض كرون في القولون لمدة 8 سنوات أو أكثر.وتشير بعض الدراسات إلى أنه هنالك دور لعملية العلاج الكيماوي في الوقاية من سرطان القولون والمستقيم في حالة المصابين بمرض كرون في القولون وتم اقتراح عاملين هما ملح حمض الفوليك والميسالامين.
و يعتبر المصاب بداء كرون عرضة لسوء التغذية لعدة اسباب منها انخفاض المدخول الغذائي وسوء الامتصاص. وتزيد نسبة الخطورة بعد قطع الامعاء الدقيقة وقد يحتاج المصاب في هذه المرحلة إلى زيادة المدخول من السعرات الحرارية وفي بغض الحالات الحادة قد يحتاج إلى تغذية بالحقن. وينصح من هم مصابون بداء كرون بدرجة متوسطة أو حادة باتباع نظام غذائي معين للمساعدة في التغذية.
تعتبر المضاعفات الخطيرة لداء كرون مثل الانسداد المعوي والدمامل والثقب والنزيف، وفي بعض الحالات النادرة، يكون مميت.
و قد يكون داء كرون من المشاكل في فترة الحمل عند النساء وقد تسبب بعض الادوية مؤثرات عكسية على الام أو الجنين.و ينصح باستشارة اخصائي الولادة والطبيب المختص والاماكن العلاجية لمعرفة الاجراءات الوقائية في مثل هذه الحالات. وفي بعض الحالات قد يحدث انخماد لداء كرون خلال فترة الحمل. وقد تؤدي بعض العلاجات إلى تقليل عدد الحيوانات المنوية مما قد يؤدي بدوره إلى التأثير على الخصوبة عند الرجال.

## علم الأوبئة
لقد تم تحديد نسبة المصابين بداء كرون في النرويج والولايات المتحدة الأمريكية بنسبة 6 إلى 7.1 :100,000 نسمة. وحددت جمعية داء كرون والقولون الأمريكية هذه النسبة لتكون 149:100000 شخص وحدد المعهد الأمريكي المحلي للصحة النسبة لتكون من 28 إلى 199 شخص في كل 100000 شخص. ويعتبر داء كرون أكثر شيوعا في البلاد الشمالية، وبنسب مرتفعة في المناطق الشمالية لهذه البلاد. تتساوى النسب تقريبا في أوروبا وتعتبر اقل في آسيا وافريقيا. ويلاحظ ان النسبة مرتفعة بين يهود الاشكينازي والمدخنين.
يبدأ تشخيص داء كرون عادة في عمر المراهقة والعشرينيات أو في الخمسينيات إلى السبعينيات. ونادرا ما يتم تشخيصه في وقت مبكر من العمر. ويصيب عادة الإناث الصغيرات بشدة أكبر مما يصيب الذكور. ولكن على الرغم من هذا فإن نسبة النساء المصابات بهذا الداء لا تعتبر كبيرة مقارنة بالذكور. وتعتبر نسبة الإصابة بين اقارب المصابين بهذا المرض سواء الاباء أو الاخوان أو الأبناء 3 اضعاف إلى 20 ضعف مقارنة بمن هم من غير الاقارب. وتشير دراسات التوائم إلى أنه إذا كان أحدهما مصابا فإن النسبة لاصابة الآخر هي 55%.

## تاريخ المرض
تم تشخيص أمراض الأمعاء الالتهابية بداية عن طريق جيوفاني باتيستا مرغاني (1682-1771) وأيضاً الطبيب الإسكتلندي ت. كينيدي دالزيل في عام 1913م.
تم تشخيص مرض التهاب اللفائف النهائي لأول مرة عن طريق الجراح البولندي انتوني لينوسكي في عام 1904م على الرغم من أنه لم يتم تفريقه كليا عن السل المعوي. ولا يزال يطلق عليه داء لينوسكي- كرون في بولندا. وقام اختصاصي الجهاز الهضمي بريل بيرنارد كرون الأمريكي في مستشفى ماونت سيناي في مدينة نيو يورك بتشخيص 14 حالة في عام 1932 وقدمها إلى الجمعية الأمريكية الصحية تحت مسمى «التهاب الجزء الأخير من المعي اللفائفي: حالة طبية جديدة». ولاحقاً في نفس العام قام كرون برفقة زملائه ليون غينزبرغ وغوردون اوبينهايمر بنشر سلسلة من الحالات تحت مسمى «التهاب اللفائف المحلي: حالة مرضية وسريرية» وبسبب اسبقية اسم كرون في الأبجدية تم تداول اسمه لاحقاً باسم مرض كرون.

## البحث العلمي
تدعم بعض النظريات فكرة ان البكتيريا الطيرية السلية هي من مسببات داء كرون (Mycobacterium avium subspecies paratuberculosis) (انظر أيضا داء جونز). لذلك تقوم بعض الأبحاث العلمية على دراسة استئصال هذه البكتيريا كنوع من أنواع العلاج وتم معالجة هذه البكتيريا بالمضادات الحيويه ومع ان النتائج إلى حد الآن غير واضحة ولكنها مفيدة مبدئيا. ويتم أيضا دراسة اللقاحات المضادة لهذه البكتيريا. أظهرت تجربة اللقاح المضاد لهذه البكتيريا نجاح وفعالية عند استخدامها على الفئران والمواشي المصابة بها. التجارب على الإنسان لا زالت بالانتظار.
واظهرت الدراسات الحديثة المتعلقة بالعلاج الدودي واستخدام ديدان الانكلستوما لمعالجة داء كرون وأمراض أخرى غير فايروسية ذاتية المناعة نتائج واعدة.
اظهرت الدراسات ما قبل السريرية ان تفعيل مستقبلات الكانابينويد 1 و2 يعمل على اجهاد الوظائف الحيوية على امتداد الجهاز المعدي المعوي. حيث أظهر تفعيل هذه المستقبلات في الحيوانات تأثير قوي مضاد للالتهاب.
يعتبرالكانابينويد و/أو تعديل نظام الاندوكانابينويد من طرق المعالجة الحديثة المستخدمة لعلاج المشاكل في الجهاز الهضمي ومنها امراض التهاب الامعاء مثل داء كرون. ولكن قامت بعض الدراسات فقط بالاهتمام بهذا العلاج والمزيد من الأدلة لا زالت مطلوبة لإثبات فعاليته.
ولا يوجد دليل على اثبات ان الثاليدوميد أو الليناليدوميد هي مواد فعالة في إخماد داء كرون أو الحفاظ على اخماده.

## أمراض مشابهة
- التهاب القولون التقرحي يشابه مرض كرون ولكنه يصيب الأمعاء الغليظة فقط ويصيب الطبقة السطحية منها.
- متلازمة قرحة المستقيم الانفرادية، هي عبارة عن مجموعة أعراض ناتجه عن اختلال وظيفي حاد في القدرة على التبرز تتسبب في حدوث قرحة وحيده على جدار المستقيم الأمامي غالباً.

## روابط خارجية
- داء كرون على مشروع الدليل المفتوح